# Volodymyr Savčenko
Volodymyr Ivanovyč Savčenko (ukrajinsky Володимир Іванович Савченко, rusky Владимир Иванович Савченко; 15. února 1933, Poltava – 16. ledna 2005, Kyjev) byl ukrajinský sovětský spisovatel science fiction píšící převážně rusky.

## Život
Vystudoval Moskevský energetický institut a stal se elektroinženýrem. Poté pracoval v několika výzkumných ústavech včetně institutu kybernetiky v Kyjevě. Již v deseti letech napsal pohádku Как лиса Фрица к партизанам привела (Jak liška Frice k partyzánům přivedla). Do vědeckofantastické literatury vstoupil ještě jako student roku 1955 povídkou Навстречу звездам (Hvězdám vstříc). První knihu, sbírku povídek Чёрные звёзды (Černé hvězdy) vydal roku 1960. Je autorem velkého množství povídek a novel a také čtyř románů. Téměř všechna jeho díla jsou psána v tzv. „inženýrském stylu“, ve kterém mají prvořadou roli technické podrobnosti určitého vědeckého objevu nebo přírodního jevu. Autor se ale vždy zaměřuje na sociální důsledky popsaného objevu. Kromě děl krásné literatury je také autorem vědeckých prací v oboru polovodičů a mikroelektroniky.

## Dílo

### Povídky
- Навстречу звездам (1955, Hvězdám vstříc), povídka popisuje nehodu při prvním letu na Mars, další názvy: Где вы, Ильин? (Kde jste, Iline) nebo Ракета не отвечает (Raketa neodpovídá).
- Пробуждение профессора Берна (1956, Probuzení profesora Berna), povídka byla roku 1984 použita ta základ románu Za hranicemi času.
- Путешествие Вити Витькина (1956), mikropovídka.
- Путешествие на Уран и обратно (1957, Cesta k Uranu a zpět), pozdější název Путешествие туда и обратно, или Сокровища загадочной планеты (Cesta tam a zpátky, aneb Poklady záhadné planety), mikropovídka.
- Вторая экспедиция на Странную планету (1959, Druhá expedice na podivnou planetu), povídka líčí setkání lidí se zvláštní civilizací krystalických bytostí.
- Новый лик Земли (1961, Nová tvář Země), varianta ukončení povídky Probuzení profesora Berna, které byla použita v románu Za hranicemi času.
- Жил-был мальчик (1969, Byl jednou jeden chlapec), psychologická sci-fi povídka.
- Перепутанный (1980, Zpackaný), povídka o experimentu, po které jeho účastník slyšel očima a viděl ušima.
- С ним надо по-хорошему (1980, S ním je nutno jednat po dobrém), milicionář přivede v zimě na psychiatrickou léčebnu lehce oděného muže, který kolemjdoucí obtěžuje dotazem, zda s ním nechtějí letět na Jupiter.
- Сигналы с Земли (1980, Signály ze Země), daleko ve vesmíru zachytí krystalické bytosti signály svědčící o inteligentním životě na Zemi, ale špatně je interpretují.
- Визит сдвинутой фазианки (1991, Návštěva posunuté fáze), povídka založená na myšlence, že paralelní světy nejsou vlastně paralelní, že jsou to posunuté fáze jednoho světa.

### Novely
- Черные звезды (1958, Černé hvězdy), novela zabývající se problémem, jaké důsledky by měl vzestup teploty v polárních oblastech.
- Призрак времени (1963, Přízrak času), v novele autor autor předkládá další paradoxní představu o podstatě prostoru a času.
- Алгоритм успеха (1964, Algoritmus úspěchu), příběh o pokusu naprogramovat počítač tak, aby předpovídal chování zástupce ředitele jednoho ústavu.
- Час таланта (1969, Hodina nadání), novela o vynálezu přístroje nazvaného korelátor, který modifikuje informační pole ve světě kolem nás tak, že lidé mají stejné touhy a dělají stejné činy.
- Тупик (1972, Slepá ulička), příběh vědce, který zkoumal čtyřrozměrný geometrický prostor, což vedlo k jeho smrti..
- Испытание истиной (1973, Test pravdou), příběh o náhlém zmizení zaměstnance institutu teoretické fyziky
- Встречники (1980, Retronauti), retronaut je profese, která má za cíl předcházet nehodám a katastrofám při cestování v čase.
- Похитители сутей (1988, Únosci podstaty), v důsledku vědeckého pokroku lze extrahovat podstatu osobností člověka (charakter, intelekt, paměť atp.), kterou lze přenést na jakoukoliv planetu.
- Пятое измерение (1988, Pátý rozměr), příběh o vědcích zkoumajících podstatu pátého rozměru vesmíru, kterou jsou jeho varianty.
- Пятое путешествие Гулливера (1988, Pátá Gulliverova cesta), popis dosud neznámé páté gulliverovy cesty.

### Romány
- Открытие себя (1967, Objev sebe sama), román zabývající se možností kopírovat intelekt člověka a vytvářet jeho informační klony.
- За перевалом (1984, Za hranicemi času), román líčí osudy švýcarského vědce Alfréda Berna, který zastává názor, že vývoj lidstva probíhá v cyklech patří k ukázkovým příkladům vědce, pro ověření své teorie je ochoten obětovat vše. Zastává názor, že lidstvo prochází cyklickými obdobími vývoje. Aby si potvrdil svou teorii, nechá se uprostřed pouště Gobi hibernovat na osmnáct tisíc let. Časový mechanismus hibernační komory se však porouchá a profesor se probere již po dvou stech letech do světa vybudovaného komunismu, kdy Země je kvetoucím rájem a lidstvo dobývá vesmír. Další děj zobrazuje konfrontaci způsobů ideálního světa a Bernových návyků a smyšlení člověka dvacátého století.
- Должность во Вселенной (1992, Místo ve vesmíru), první díl nerealizovaného pětidílného románového cyklu Vesmír, filozofická a sociální science fiction.
- Время больших отрицаний (2002, Čas velkých negací), druhý nepublikovaný díl nerealizovaného pětidílného románového cyklu Vesmír.

### Odborné publikace
- Полупроводники на старте (1958, Polovodiče na startu).
- Технология и свойства микроэлектронных диодных матриц (1965, Technologie a vlastnosti mikroelektronických diodových polí).
- Шестнадцать новых формул физики и космологии (1992, Šestnáct nových formulí fyziky a kosmologie).

### Ostatní
- Новое оружие (1966, Nová zbraň), původní název Цепная реакция (Řetězová reakce), vědeckofantastická divadelní hra.
- Эссе о пользе чтения справочников (1988, Esej o výhodách čtení příruček), k výročí černobylské havárie napsané zamyšlení o jaderné energii, která ohrožuje samotnou existenci lidstva.
- Мир перед точкой закипания: попытка аналитического пророчества (1989, Svět se před bodem varu: pokus o analytické proroctví), zamyšlení nad vývojem civilizace.
- Эссе об отце и дяде (2004, Esej o otci a strýci), esej.

### Sbírky povídek
- Черные звезды (1960, Černé hvězdy), obsahuje příběhy Černé hvězdy, Hvězdám vstříc, Probuzení profesora Berna a Druhá expedice na podivnou planetu.
- Алгоритм успеха (1983, Algoritmus úspěchu), obsahuje příběhy Algoritmus úspěchu, Druhá expedice na podivnou planetu, Byl jednou jeden chlapec, Slepá ulička, Retronauti a Zpackaný.
- Открытие себя (1983, Objev sebe sama), obsahuje výňatek z románu Objev sebe sama, divadelní hru Nová zbraň a příběhy Probuzení profesora Berna, Druhá expedice na podivnou planetu, Byl jednou jeden chlapec, Test pravdou a Retronauti.
- Похитители сутей (1988), obsahuje divadelní hru Nová zbraň a příběhy Hodina nadání, Pátá Gulliverova cesta a Únosci podstaty.
- Визит сдвинутой фазианки (1991, Návštěva posunuté fáze) obsahuje příběhy Pátý rozměr, Návštěva posunuté fáze, Byl jednou jeden chlapec a eseje Svět se před bodem varu, a Esej o výhodách čtení příruček.

## Ocenění
- 1960: cena nakladatelství Детгиз (Dětgiz) za knihu Černé hvězdy.
- 1989: ukrajinská cena Чумацкий шлях za novelu Únosci podstaty
- 1994: cena Великое Кольцо (Velký prstenec) za román Místo ve vesmíru.
- 2003: cena Аэлита (Aelita) za přínos ruskojazyčné science fiction.

## Česká vydání

### Knihy
- Černé hvězdy, Práce, Praha 1962, přeložil Václav Gajdoš.
- Objev sebe sama, Svoboda, Praha 1986, přeložil Libor Dvořák.
- Za hranicemi času, Albatros, Praha 1988, přeložil Libor Dvořák.

### Povídky
- Hvězdám vstříc, vyšlo v časopise Mladý technik, ročník 10. (1956), čísla 4.-5.
- Druhá expedice na podivnou planetu, přeložil Jaroslav Piskáček, vyšlo v antologii Povídky z vesmíru, Svět sovětů, Praha 1961, a v antologii Napříč nekonečnem, Státní nakladatelství dětské knihy, Praha 1963.